# 蚁巢蛾科
蚁巢蛾科（学名：Cyclotornidae）为鳞翅目的一个科。此科的模式属为蚁巢蛾属(Cyclotorna)。本科只有一个属，且只有5个种。 本科和與其密切相关的 蟬寄蛾科  在 鳞翅目 中是独一无二的，蟬寄蛾的幼虫是 体外寄生虫，宿主通常是叶蝉，有时也是其他的鳞翅目昆虫。然而，蚁巢蛾的幼虫离开半翅目宿主并成为蚁巢蚁卵的捕食者，显然是使用化学诱因诱导蚂蚁将幼虫携带到蚁巢中。

## 下级分类
- 蚁巢蛾属 Cyclotorna
  - Cyclotorna diplocentra Turner, 1913
  - Cyclotorna egena Meyrick, 1912
  - Cyclotorna ementita Meyrick, 1921
  - Cyclotorna experta Meyrick, 1912
  - Cyclotorna monocentra Meyrick, 1907